# Інґо Борковскі
Інґо Борковскі (нім. Ingo Borkowski, 2 жовтня 1971) — німецький яхтсмен.
Срібний призер Олімпійських Ігор 2000 року в класі Солінґ.